# Pátapo
Pátapo es una localidad peruana, es capital del distrito de Pátapo, ubicada en la provincia de Chiclayo, Departamento de Lambayeque. Esta ciudad se encuentra a una altitud de 113 m s. n. m.Por 1595 la estancia donde se asentó fue conocida con el vocablo mochica de Faensip.

## Demografía
Según el Directorio Nacional de Centros Poblados, la ciudad cuenta con una población de 17 326 habitantes para el 2017. La población distrital asciende a 22 624, y se estima que sea de 25 022 habitantes para el 2020.

## Clima
| Parámetros climáticos promedio de Pátapo | Parámetros climáticos promedio de Pátapo | Parámetros climáticos promedio de Pátapo | Parámetros climáticos promedio de Pátapo | Parámetros climáticos promedio de Pátapo | Parámetros climáticos promedio de Pátapo | Parámetros climáticos promedio de Pátapo | Parámetros climáticos promedio de Pátapo | Parámetros climáticos promedio de Pátapo | Parámetros climáticos promedio de Pátapo | Parámetros climáticos promedio de Pátapo | Parámetros climáticos promedio de Pátapo | Parámetros climáticos promedio de Pátapo | Parámetros climáticos promedio de Pátapo |
| Mes                                      | Ene.                                     | Feb.                                     | Mar.                                     | Abr.                                     | May.                                     | Jun.                                     | Jul.                                     | Ago.                                     | Sep.                                     | Oct.                                     | Nov.                                     | Dic.                                     | Anual                                    |
| ---------------------------------------- | ---------------------------------------- | ---------------------------------------- | ---------------------------------------- | ---------------------------------------- | ---------------------------------------- | ---------------------------------------- | ---------------------------------------- | ---------------------------------------- | ---------------------------------------- | ---------------------------------------- | ---------------------------------------- | ---------------------------------------- | ---------------------------------------- |
| Temp. máx. media (°C)                    | 30.3                                     | 31                                       | 31.4                                     | 30.2                                     | 27.9                                     | 25.9                                     | 24.8                                     | 24.5                                     | 24.2                                     | 25.6                                     | 26.7                                     | 29.2                                     | 27.6                                     |
| Temp. media (°C)                         | 24.9                                     | 25.7                                     | 26                                       | 24.9                                     | 22.9                                     | 21.1                                     | 20.1                                     | 19.7                                     | 19.9                                     | 20.6                                     | 21.5                                     | 23.4                                     | 22.6                                     |
| Temp. mín. media (°C)                    | 19.6                                     | 20.5                                     | 20.6                                     | 19.6                                     | 17.9                                     | 16.4                                     | 15.4                                     | 15                                       | 15.7                                     | 15.7                                     | 16.4                                     | 17.7                                     | 17.5                                     |
| Fuente: climate-data.org                 |                                          |                                          |                                          |                                          |                                          |                                          |                                          |                                          |                                          |                                          |                                          |                                          |                                          |